# وروو (نوی پازار)
وروو (نوی پازار) (به لاتین: Varevo (Novi Pazar)}} یک منطقهٔ مسکونی در صربستان است که در نووی پازار واقع شده‌است.